# P. Mobil
A P. Mobil magyar rockegyüttes. Története során számtalan tagcserén és névváltáson ment keresztül, lemezei pedig különféle okok miatt késlekedtek, de az együttes az 1970–1980-as években a magyar könnyűzenei élet egyik meghatározójává vált.

## Története

### A kezdetek
Schuster Lóránt – aki mindvégig megtestesítette a P. Mobil szellemiségét – 1968-ban csatlakozott Sashalmon első zenekarához, a Hausbyrdshöz (mely nevét a The Yardbirds után kapta). Elmondása szerint eleinte még rendes felszerelésre sem tellett, ezért az együttes tagjai mindent házilag készítettek. Utódjaként 1969-ben létrehozta a Gesarol együttest, s – ahogy magukat nevezték – „a rovarhalál zenészei” már nevükkel is kisebbfajta botrányt kavartak. Schuster megnyerte énekesnek az ekkoriban a Gödöllői Járműjavítóban dolgozó Losó Lászlót, Póta Andrást a dobokhoz, Cziránku Sándort pedig gitározni, ezzel létrejött az első stabilabb zenekari felállás. Színpadi show-jukkal és lendületes zenéjükkel nagy sikereket arattak, de az Országos Rendezvényszervező Iroda akkori igazgatója, Keszler Pál határozott kérésére ezen a néven nem folytathatták tovább.

### A 70-es évek

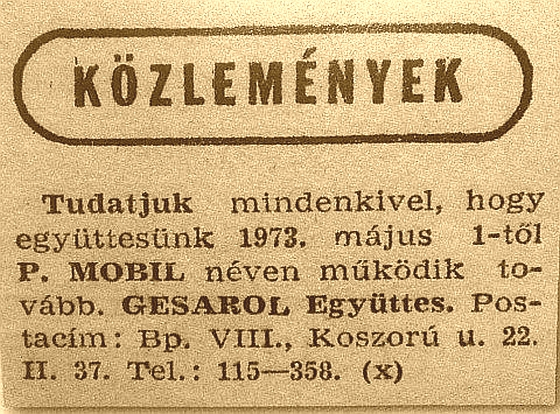
A névváltozás sajtóközleménye

1973 áprilisában rövid közlemény tudatta az Esti Hírlapban, hogy a Gesarol együttes május 1-től P. Mobil (Perpetuum Mobile) néven lép fel. A nevet az Idegen Szavak Szótárából, véletlenszerűen választották ki. Az új zenekar ezen a napon tartotta bemutatkozó koncertjét a Budai Ifjúsági Parkban. A P. Mobil – Póta András (dob), Schuster Lóránt, Bencsik Sándor (gitár), Huszár Györgyi (ének), Losó László (basszusgitár, ének), Serényi Miklós (ének) – igazi debütálására azonban a miskolci popfesztiválon került sor, ahol a slágervonal és a progresszív rock képviselői között egyedüliként játszottak hard rockot.
A P. Mobil-koncertek voltak az elsők Magyarországon, ahol „csápolt” a közönség. Ennek a visszaemlékezések szerint gyakorlati oka volt: felemelt kézzel jobban elfértek.[forrás?] A későbbi koncerteknek pedig szinte kötelező elemévé vált a rajongók követelő buzdítása: „A Hajsza, a Gálya, a Főnix éjszakája...”
A zenekar a hetvenes évek közepétől – a sikertelenség miatt gyakran változó felállásban – hat koncertprogrammal (A kintornás szerencséje, 1975; P. Mobil az alagútban, 1976; Honfoglalás, 1978; Segítség, jaj, 1980; Mobilizmo, 1981; Heavy medál, 1983) lépett a közönség elé. Hat komplett, nagylemezre kívánkozó zeneanyaggal, de a „külvárosinak”, „barbárnak” elkönyvelt zenekar sokáig hiába kopogtatott a hivatalos intézmények ajtaján. A dalaikat a Kádár-korszakbeli kultúrpolitika sanzonbizottsága, a Magyar Rádió és az Magyar Hanglemezgyártó Vállalat egyaránt visszautasította. Csak egyre növekvő népszerűségüknek, illetve a kemény rock terjedő divatjának köszönhették, hogy a hetvenes évek második felében három kislemezük (Kétforintos dal, Menj tovább, 1978; Forma 1, Utolsó cigaretta, 1979; Miskolc, Csizma az asztalon, 1980) megjelenhetett. A zenekar ezekkel a dalokkal, illetve műsorai betétszámaival (Pokolba tartó vonat, Rocktóber, Bíborlepke stb.) állandóan a sikerlistákon szerepelt, de mivel nem voltak hajlandóak kompromisszumokra, például egyes dalok szövegének átírására, megváltoztatására, a zenekar elsőként sorolódott be a tűrt kategória „fekete bárányok” csapatába.
A zenekar a hetvenes években végig a „föld alá szorítva”, a margón dolgozott. Konok fejjel öntörvényű, divatoktól független útjukat járták. Hattételes Honfoglalás című szvitjük a magyar rockzene egyik jelentős teljesítménye (szerző: Bencsik Sándor, Cserháti István, Földes László), amelyet először 1978. április 30-án az Ifjúsági Park nyitókoncertjén mutattak be óriási sikerrel. A jó zenészekből – Vikidál Gyula (ének), Cserháti István (billentyűs hangszerek), Pálmai Zoltán (dob), Bencsik Sándor (gitár), Kékesi László (basszusgitár), Schuster Lóránt – álló csoport ekkor már kidolgozott koncertprogramokkal, karakteres vezéregyéniségekkel rendelkezett. A P.Mobil 10 éven át őrizte fogcsikorgató elszántsággal azt a lázadó szellemet, amely a zenekart elindította a pályán. A közönség rajongott értük. A divatot követő, kompromisszumokra hajló zenekarok sorra elhúztak mellettük, s zenei-színpadi munkásságuk is olyan forrássá vált, amelyben több új zenekar is megmerítette korsóját (Csizma az asztalon). Dalaik, szövegmotívumaik, színpadi ötleteik jó néhány más együttes koncertjein visszaköszöntek. 1980 őszén ez a felismerés bomlasztotta fel a zenekart. Vikidál Gyula az évtized végén a Dinamitba távozott, helyére Tunyogi Péter került az énekesi posztra.

### A 80-as évek

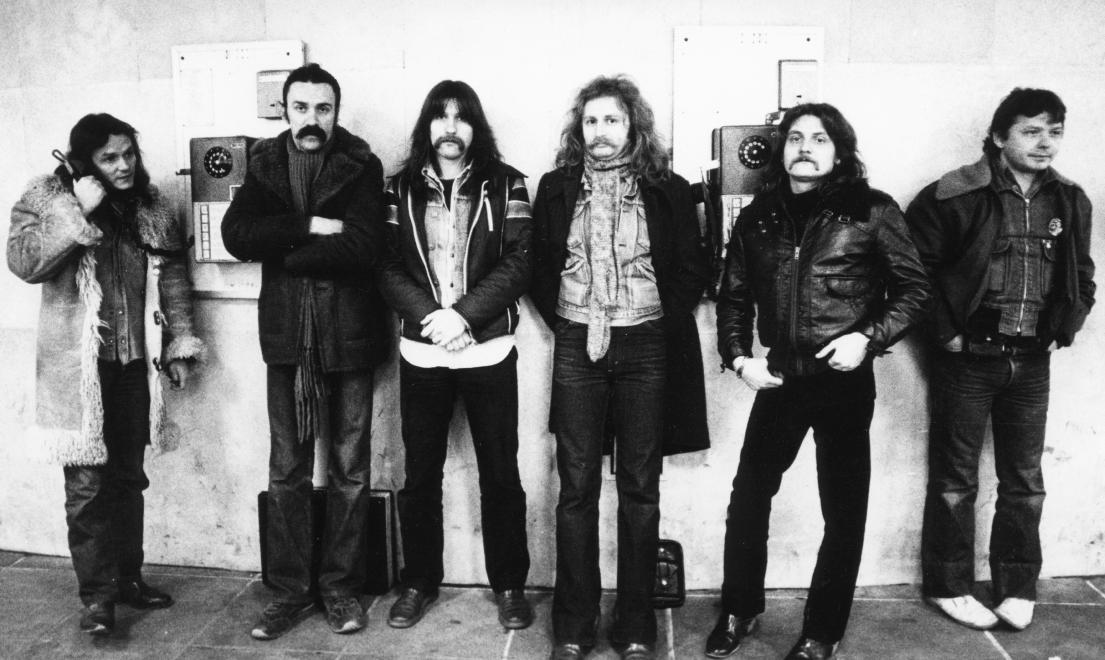
Tunyogi Péter, Schuster Lóránt, Zeffer András, Sárvári Vilmos, Kékesi László, Marecky István 1986-ban

1980 augusztusában az Örökmozgó c. dalt mutatták be a Made in Hungary fesztiválon. Schuster Lóránt újjászervezte a csapatát, az időközben a P. Boxot megalapító Bencsik és Cserháti helyére Sárvári Vilmos és Zeffer András került. 1981 őszén megjelent a P. Mobil első, „válogatott” felvételeknek is beillő nagylemeze, a Mobilizmo.
Az 1980-as években két további nagylemezük jelent meg, az új szerzeményeket tartalmazó Heavy Medal (1983) és a Honfoglalás (Rocklegendák 3. – 1984), amelyre addig csak kislemezen megjelent vagy koncerteken játszott dalokat vettek fel. Az évtized közepén az együttes elhallgatott, különféle nehézségekre hivatkozva, pedig ekkor már tervbe volt véve egy "Babolcsai néni" munkacímre hallgató új album is.

### A 90-es évek
1993-ban megkezdődtek a visszatérés előkészületei. A dobos posztra visszatért Mareczky István; billentyűst eredetileg nem akart Schuster, majd több név is felmerült (Gidófalvy Attila, Papp Gyula, Cserháti István), de végül maradt Zeffer András. 1994-ben nagyszabású koncertet tartottak a Fradi-pályán, valamint újabb albumot vettek fel (Ez az élet, Babolcsai néni!). 1995-ben a Petőfi Csarnokban tartott Bencsik Sándor-emlékkoncerten vendégszerepelt Vikidál Gyula, Varga Miklós és Deák Bill Gyula. Ekkor hangzott el először a Zöld, a bíbor és a fekete című P. Box-dal a „négy tenor” énekével és egy Bencsikre emlékező plusz versszakkal. 1995–1996-ban a millecentenárium tiszteletére újra felvették a Honfoglalást két változatban: szimfonikus zenekari kísérettel, valamint modernebb rockhangszereléssel.
1997-ben jelentősen változott a felállás: részben a párhuzamosan működő, ugyancsak P. Mobil-dalokat játszó Tunyogi Band miatt, részben alkoholproblémák és anyagi viták miatt Tunyoginak, Kékesinek és Zeffernek távoznia kellett, helyükre Rudán Joe énekes és Póka Egon basszusgitáros érkeztek. Velük készült az 1998-ban megjelent Kutyából szalonna album. Eredetileg a Kopaszkutya című film folytatásához készítették, amiben Schuster, Rudán, Póka és Deák Bill Gyula játszották volna a főbb szerepeket, a film azonban nem készült el. Közben Schuster Lóránt politikai szerepvállalása vitákat eredményezett, Póka Egon és Németh Gábor ki is léptek emiatt az együttesből (bár később mindketten visszatértek). 1999-ben az Omega előzenekaraként az együttes a Népstadionban játszhatott.
Zeffer András távozása után vitakérdés volt, hogy használjanak-e billentyűs hangszereket. Két ízben játszott ezután rövid ideig billentyűs az együttesben (Papp Gyula, Fogarasi János), de végül Schuster a tisztán gitáralapú zene mellett döntött.

### A 2000-es évek
2001-ben Németh Gábor visszatérésével (Póka Egon már két évvel korábban visszament) és ifj. Tornóczky Ferenc csatlakozásával stabilizálódott a felállás, de új stúdióalbum nem készült, bár időnként beharangozták (például 2002-ben a Petőfi Csarnokba "Vesszen a világ!" címmel lemezbemutató koncertet hirdettek, azonban csak egy új dal hangzott el, lemezfelvétel pedig nem követte a koncertet). 2007 őszén P. Mobil – Tunyogi Évek turné néven néhány koncertre összeállt Schuster–Tunyogi–Sárvári–Kékesi–Zeffer–Mareczky-felállás. Azonban a turné második állomásán Tunyogi Péter rosszul lett, a további koncerteket lemondták. Időközben az is kiderült, hogy változik az aktuális felállás is: Rudán Joe távozott a zenekarból, helyére a következő év elején a fiatal Baranyi László érkezett. Az új énekes érkezése ösztönzően hatott az együttesre, új dalok is műsorra kerültek a koncerteken. 2009. február 27-én Németh Gábor elfoglaltságai miatt kilépett a zenekarból, helyére Szakadáti Mátyás (Póka Egon Experience) került a dobok mögé. Júliusban megjelent az együttes régóta várt új stúdióalbuma, amelyet a Rockinform magazin mellékleteként lehetett megvásárolni. Az album a Mobileum címet kapta, amely arra utal, hogy az együttes a Gesarolt is beleszámítva negyvenéves fennállását ünnepelte. Augusztusban a Bozsik Stadionban ingyenes koncertet tartottak a jubileum alkalmából. Szeptember 27-én Póka Egon, ifj. Tornóczky Ferenc és Szakadáti Mátyás távoztak az együttesből, a "Gyöngyök és disznók" című dal kétértelmű dalszövegére való hivatkozással. Ezután Schuster Lórántnál felmerült Kékesi László és Németh Gábor visszahívása a zenekarba, de erre végül nem került sor.

### A 2010-es évek

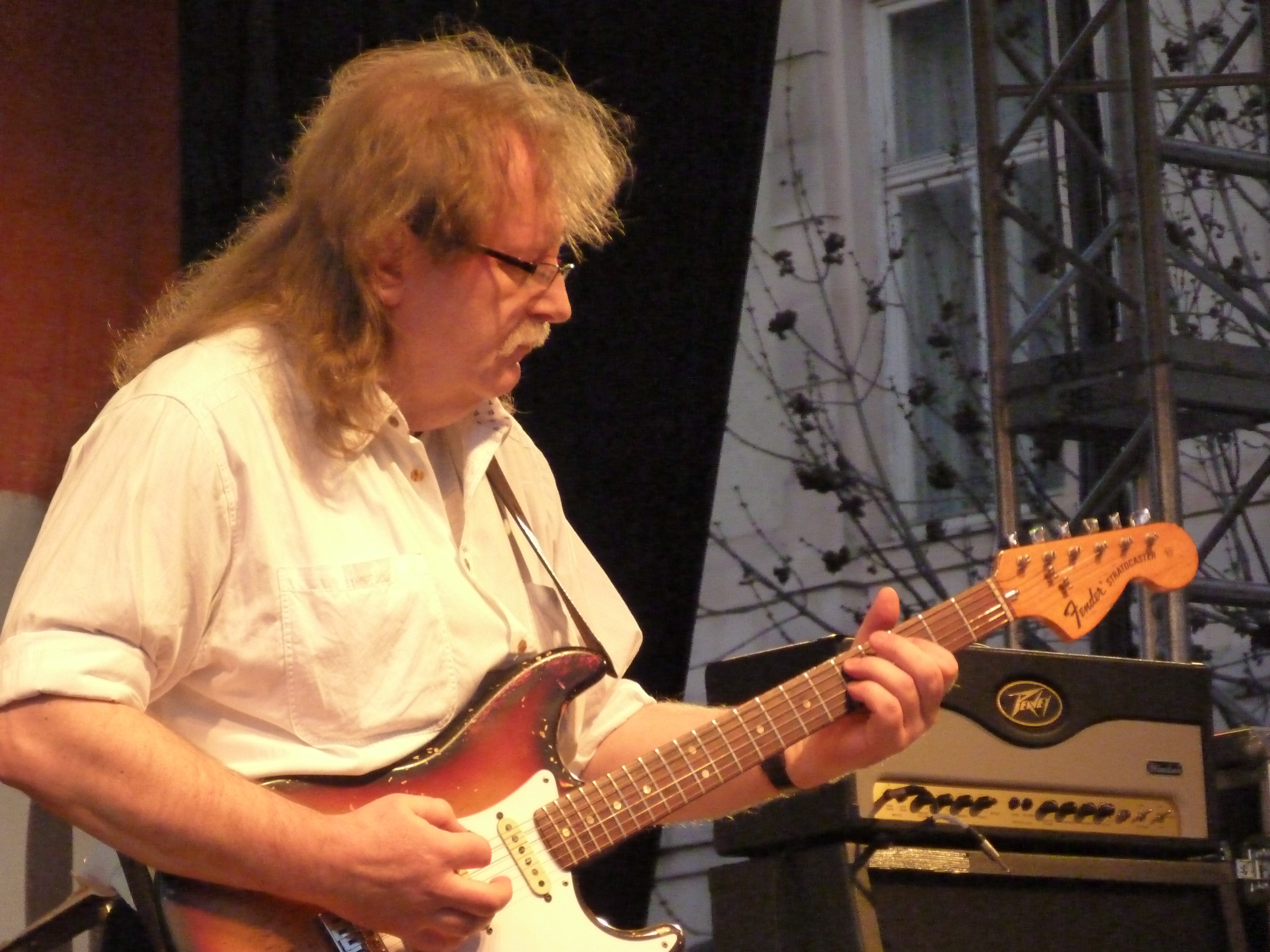
Sárvári Vilmos 2012-ben egy budapesti (Deák téri) koncerten

2009. december közepére ismét kiegészült a P. Mobil: csatlakozott Szebelédi Zsolt dobos és Tarnai Dániel basszusgitáros, valamint Papp Gyula visszatérésével ismét lett billentyűs, aki 2013 nyarán elhagyta a zenekart, helyére Szabó Péter (Gesarol, ős-P. Box, Tunyogi Rock Band, Bajnok Rock Team) került. Az új felállás idején jött létre Nyitragerencséren a P. Mobil Rockmúzeum. 2014-től 2015-ig Schuster Lóránt betegsége miatt az együttes a koncertek nagy részén a zenekarvezető nélkül játszott. 2014 őszére elkészült az új stúdióalbum, a Farkasok völgye, Kárpát-medence, amelynek néhány dalát a megelőző évek koncertjein már megismerhette a közönség.
2017 augusztusában újabb P. Mobil-lemez jelent meg (EP-hosszúságban), Csoda történt! címmel, 2018-ban Veletek címmel egy háromszámos EP, 2019-ben pedig És? címmel feldolgozásokat tartalmazó lemezük jelent meg. Ugyanebben az évben digitálisan újrakeverve, felújított borítóval ismét kiadták az akkor 25 éves Ez az élet, Babolcsai néni! című albumukat, majd decemberben kijött a digitálisan felújított és bővített Fradi-pályás koncertfelvétel DVD-n.
A 2020-as évek
2020 januárjában Szebelédi Zsolt dobos saját tervei miatt távozott a zenekarból, helyére 42 év után visszatért Pálmai Zoltán a zenekarba. Ez év májusában a Nélküled című feldolgozásukhoz videóklippet forgattak a mátyásföldi repülőtéren, ami a június 4-én, a Trianon 100. évfordulójára jelent meg. Június 26-án boltokba került a Honfoglalás határok nélkül DVD, ami tartalmazza a 2016-ban a Budapest Parkban, az 1995-ben Állami Hangversenyzenekarral és az 1983-as Magyar fal-koncerten rögzített felvételeket.
2021. június 11-én újabb feldolgozásdalt adtak ki, az Oly távol, messze vagy hazám-at. Augusztus 3-án klippformájában jelent meg az első dal a készülő albumukról, a Kell a pénz lóvéra, ezt követte augusztus 14-én a Nagyon nagy a baj című dal. December 3-án megjelent az És? vinyl-változatban, korlátozott példányszámban, bónuszfelvétellel.
2022 januárjától, közös megegyezés után, Pálmai Zoltán kivált, helyére Gulyás Máté (Ozone Mama) került a dobok mögé.
2024 július 29.-én agydaganat következtében elhunyt Mareczky István, az együttes korábbi legendás dobosa.

## Jelképek, jelmondatok
A P. Mobil jele egy kerék, melynek küllőit és abroncsát bakancsok alkotják. Ez jelképezi az „örökmozgót”. A színpadi kellékek közül az egyik legismertebb a „legnagyobb kétforintos”, utalva a Kétforintos dal című slágerre. Az óriási érmén az 1973-as évszám olvasható, amikor a Gesarolból P. Mobil lett.
A zenekar hangszerei közül híressé vált az 1984-es Honfoglalás albumhoz készült Magyarország alakú gitár. A hangszerre Sárvári Vilmosnak csupán használati joga volt, később a készítő Turcsák Tibor visszavette tőle. A 2016-os turnéra azonban készült egy új, hasonló kinézetű gitár, amelyen az énekes Baranyi László játszik, valamint Tarnai Dániel számára egy történelmi Magyarország alakú basszusgitár is.
Schuster Lóránttól származik a magyar rockrajongók körében elterjedt szállóige: „A rock örök és elpusztíthatatlan!”. Bizonyos mondásaival a szocialista szlogeneket figurázta ki, ilyen például az „Éljen a közönség és a zenekar megbonthatatlan barátsága!” vagy amikor együttesét úgy konferálja, mint „a munkások, a parasztok és az értelmiségiek kedvenc zenekara”.

## Tagok
Jelenlegi felállás:

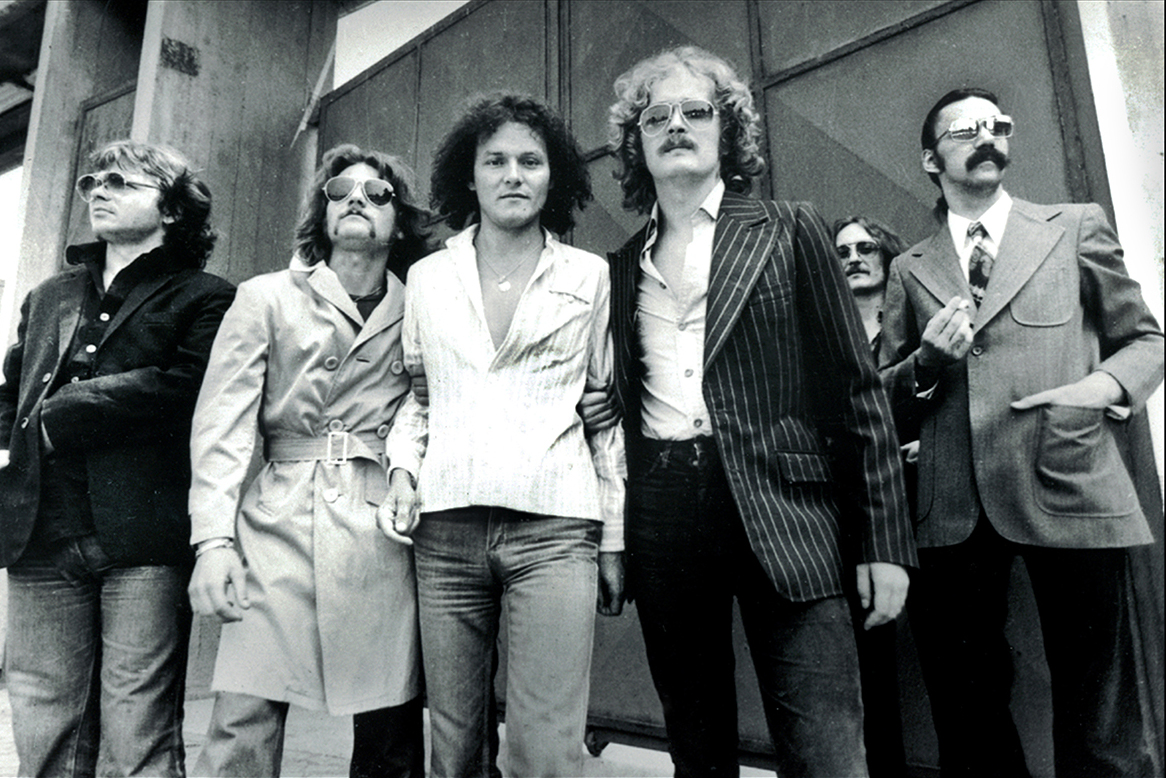
Vértes György felvétele

- Schuster Lóránt – zenekarvezető (alapító tag)
- Baranyi László – ének, gitár (2008 óta)
- Sárvári Vilmos – gitár (1980 óta)
- Tarnai Dániel – basszusgitár, ének (2009 decembere óta)
- Szabó Péter – billentyűs hangszerek (2013 júliusa óta)
- Gulyás Máté – dob, ütőhangszerek (2022 januárja óta)

Klasszikus felállás: (1977–1979)
- Schuster Lóránt – zenekarvezető
- Vikidál Gyula – ének
- Bencsik Sándor  "Samu" – gitár
- Kékesi „Bajnok” László – basszusgitár, ének
- Cserháti István "Pityi" – billentyűs hangszerek
- Pálmai Zoltán – dob, ütőhangszerek 1978 elejéig, utána  Mareczky István "Totó"

Az első stúdióalbumok felállása: (1980–1983)
- Schuster Lóránt – zenekarvezető
- Tunyogi Péter – ének
- Sárvári Vilmos – gitár
- Kékesi „Bajnok” László – basszusgitár, ének
- Zeffer András "Zefi" – billentyűs hangszerek
- Mareczky István  "Totó" – dob, ütőhangszerek

A 2000-es évek felállása Rudán Joe-val: (2001–2007)
- Schuster Lóránt – zenekarvezető
- Rudán Joe – ének
- Sárvári Vilmos – gitár
- Póka Egon – basszusgitár
- ifj. Tornóczky Ferenc – gitár
- Németh Gábor – dob, ütőhangszerek

A leghosszabb ideig működő felállás: (2013–2019)
- Schuster Lóránt – zenekarvezető
- Baranyi László – ének, gitár
- Sárvári Vilmos – gitár
- Tarnai Dániel – basszusgitár, ének
- Szabó Péter – billentyűs hangszerek
- Szebelédi Zsolt – dob, ütőhangszerek, ének, gitár

## Diszkográfia

### Nagylemezek
- Mobilizmo (1981)
- Heavy Medal (1983)
- Honfoglalás (1984)
- Ez az élet, Babolcsai néni! (1994)
- Kutyából szalonna (1998)
- Mobileum (2009)
- Farkasok völgye, Kárpát-medence (2014)
- Csoda történt! (2017)
- Nyugodjál meg (2023)

### Más főbb kiadványok
- Kétforintos dal / Menj tovább (kislemez, 1978)
- Forma I. / Utolsó cigaretta (kislemez, 1979)
- Miskolc / Csizma az asztalon (kislemez, 1980)
- A zöld, a bíbor és a fekete (válogatás Bencsik Sándor emlékére, 1995)
- Az „első” nagylemez '78 (1998)